# Przezskórna laserowa dekompresja krążka międzykręgowego
Przezskórna laserowa dekompresja krążka międzykręgowego, PLDD (od ang. percutaneous laser disc decompression) – stosowana w leczeniu dyskopatii laserowa technika neurochirurgiczna, wprowadzona do lecznictwa w roku 1986. W 1991 zaaprobowała ją amerykańska Agencja Żywności i Leków.
PLDD wykonywana jest w znieczuleniu miejscowym u pacjenta leżącego na boku. Przez mięśnie przykręgosłupowe wprowadza się kaniulę i sprawdza, czy podany środek cieniujący nie przedostaje się do światła kanału kręgowego (jeśli ma to miejsce, operacja tą metodą jest wykluczona). Następnie tą samą kaniulą wprowadza się końcówkę laserową, umożliwiającą ablację, i doprowadza do zmniejszenia objętości krążka międzykręgowego i tym samym ucisku na nerw rdzeniowy. Skuteczność tej techniki określana jest na 75–80%.
Przeciwwskazaniami są ciężkie zaburzenia neurologiczne występujące przed zabiegiem (zespół ogona końskiego, znaczne porażenie kończyny), sekwestracja dysku (obecność sekwestru, czyli oddzielonej części dysku), zaburzenia krzepnięcia.
Metoda ta jest stosowana do leczenia dyskopatii zarówno w odcinku lędźwiowym, jak i szyjnym kręgosłupa.